# Горб, Максим Гаврилович
Макси́м Гаври́лович Горб (25 октября 1915 — 11 октября 2013) — советский мемуарист, автор мемуаров «Страну заслоняя собой», участник Великой Отечественной войны, гвардии полковник (1950).

## Биография
В Красной Армии с 1936 года. Член ВКП (б) с 1943 года.
В первый бой вступил под Киевом 6 июля 1941 года в должности командира батальона. Участвовал в Сталинградской и Курской битвах.
Занимал ряд командных должностей в том числе заместителя командира 633-го стрелкового полка 157-й стрелковой дивизии, заместителя командира 237-го гвардейского стрелкового полка 76-й гвардейской стрелковой дивизии.
С 23 марта 1944 года  — командир 239-го гвардейского стрелкового полка 76-й гвардейской стрелковой дивизии.
25 апреля 1945 года подполковник М. Г. Горб с подразделениями полка форсировал канал Рандов, захватил переправу и овладел двумя линиями траншей, занятых противником, обеспечив тем 
самым переправу войск дивизии и развитие стремительного преследования противника.
9 мая 1945 года 239-му гвардейскому стрелковому полку было доверено нести комендантскую службу на встрече между Маршалом Советского Союза К. К. Рокоссовским и английским фельдмаршалом Монтгомери.
По окончании Великой Отечественной войны зачислен слушателем в Военную академию имени М. В. Фрунзе, окончив которую продолжал службу на различных командных должностях. Уволен в запас в 1964 году.

## Награды
Является кавалером двух орденов Красного Знамени (21.10.1943, 07.08.1944), ордена Суворова 3-й степени (14.05.1945), ордена Александра Невского (30.05.1945), ордена Отечественной войны 1-й (06.04.1985) и 2-й степени (25.08.1943) и двух орденов Красной Звезды (09.03.1943, 19??). Награждён также многими медалями, в том числе правительством Польской Народной Республики.

## Семья
Жена — Горб Раиса Сергеевна.

## Труды
- Горб М. Г. Страну заслоняя собой / Литературная подготовка текста Н. Г. Белоуса. — М.: Воениздат, 1976. — 269 с. — (Военные мемуары). — 100 000 экз.
- Горб М. Г. Мои однополчане. — М.: ДОСААФ, 1976. — 127 с. — (Военные мемуары). — 100 000 экз.
- Писковитин М. И. Гвардейская Черниговская: боевой путь 76-й гвардейской стрелковой Черниговской Краснознаменной дивизии. — М.: Воениздат, 1976. — 232 с. — (Военные мемуары). — соавтор